# Preiļi
Preiļi ( výslovnost) je město v Lotyšsku a správní centrum stejnojmenného kraje. V roce 2010 zde žilo 7 970 obyvatel.